# 罗纳尔迪尼奥
羅納爾多·德阿西斯·莫雷拉（葡萄牙語：Ronaldo de Assis Moreira，1980年3月21日—），通常被叫作罗纳尔迪尼奥（Ronaldinho，葡萄牙語發音：[ʁonawˈdʒĩɲu]，即“小羅納度”之意）或朗拿甸奴·高喬（Ronaldinho Gaúcho，葡萄牙語發音：[ʁonawˈdʒĩɲu gaˈuʃu]），出生於巴西，是世界球壇中的傳奇巨星之一，現為巴塞隆納全球大使。
由於他成名之前巴西已經有同樣名為的著名球員[註1]，故外語圈（尤其是巴西國內）多以（“朗拿甸奴·高喬”）稱呼他。在華語圈，羅納爾迪尼奧的暱稱為「小羅」，用以區别另一巴西球星「大羅」 — 羅納爾多。
朗拿甸奴擅長進攻中場及翼鋒位置，他是巴西隊2002年世界盃冠軍成員之一。他在巴塞隆拿效力期間達到了其個人職業生涯的巔峰，巅峰期的他被廣泛認為是足球歷史上技術最為出眾的球員之一。2004年和2005年連續兩年贏得世界足球先生榮譽；2005年當選歐洲足球先生，同年成為首屆國際職業足球員協會最佳球員。他在2013年以33歲高齡擊敗2011年及2012年獲獎的巴西新星尼馬奪得南美足球先生，這是羅納爾迪尼奧首度獲得該項榮譽，也成為首個先後獲得歐洲足球先生和南美足球先生的球員。朗拿甸奴是極少數分別於歐洲及南美球壇均取得標誌性成就的球員。2006年帶領巴塞隆納奪得球會史上第二個歐洲冠軍聯賽冠軍，而巴塞隆拿也坦言當初買入朗拿甸奴是要為球隊進行改革。在南美，朗拿甸奴加盟明尼路後，明尼路同樣成績突飛猛進，先於2012年歷史性奪得巴西足球甲級聯賽亞軍，翌年更奪得球會歷史上首個南美自由盃冠軍及世界冠軍球會盃季軍。自2015年離開職業足球後，羅納爾迪尼奧於2017年底宣佈將於2018年正式退役。
朗拿甸奴控球、盤帶技術均為歷史最頂級，尤其善於使用花式技巧過人，其中「牛尾巴」更是代表絕技。其傳球能力、射門技術、自由球與點球都處於最頂尖的檔次，球風華麗並極具觀賞性。

## 早年及個人生活
羅納度·德·阿西斯·莫雷拉在1980年3月21日出生於巴西城市阿雷格里港。他的母親多納·米格蓮娜·埃洛伊·阿西斯·多斯·桑托斯（Dona Miguelina Elói Assis dos Santos）本是一名售貨員，後來進修並成為護士。他的父親若昂·德·阿西斯·莫雷拉（João de Assis Moreira）是一名船廠工人，也是的足球員。當朗拿甸奴8歲時，父親在家中的泳池因突發心臟病去世。及後他的兄長羅拔圖與甘美奧簽約，朗拿甸奴因而搬到阿雷格里港更富裕的地區。羅拔圖後來因傷告別短暫的球員生涯，轉為出任朗拿甸奴的經理人。
他的足球天賦也在8岁被展現，他第一个昵称就是罗纳尔迪尼奥（意即「小朗拿度」），因为他經常是該青年俱乐部年紀最輕和身材最矮的球员。他起初的兴趣在五人制足球和沙滩足球，后来才涉足正規足球。他第一次被媒体報導是在13岁，当時他赢得了一場與地方球队的比賽，战胜比數是23-0。他一個人攻入了所有23个进球。
2005年2月25日，朗拿甸奴成為一個父親，他和巴西舞蹈家莎奈伊娜·門德斯（Janaína Mendes）的兒子若昂（João）出生，名字和朗拿甸奴的繼父相同。
2007年，朗拿甸奴取得西班牙國籍，同時擁有巴西和西班牙雙重國籍。
2017年，巴塞隆納官方宣佈，羅納爾迪尼奧正式出任俱樂部全球大使。
2019年，小羅納度和兄長因拖欠數百萬英鎊債務，其57筆不動產與護照被巴西政府沒收，同時限制出境。2020年3月，小羅納度與兄長在進入巴拉圭時因使用假護照，遭到巴拉圭當局逮捕。

## 球會生涯

### 甘美奧
羅納爾迪尼奧早在1997年埃及舉行的世少盃成名，之後在格雷米奥開展職業生涯。他於1998年南美自由盃首次以職業球員身份為甘美奧上陣。在1999年的球季，18歲的朗拿甸奴很快就在球會取得成功，出席48場賽事便進了23球。最經典的賽事是1999年南里奧格蘭德州球隊對決，甘美奧和同城宿敵國際體育會的打吡，朗拿甸奴在場上三次“戲弄”1994年世界盃冠軍隊隊長鄧加：第一次先通了鄧加的襠，再與隊友三角短傳後更射門進球；第二次，朗拿甸奴用反轉式牛尾巴擺脫鄧加；第三次，隊友把界外球扔給朗拿甸奴，朗拿甸奴用腳把球挑過鄧加。最終甘美奧以一比零取勝。
朗拿甸奴出色的表現，受到歐洲球隊的垂青。其中英格蘭足球超級聯賽球隊阿仙奴想簽入朗拿甸奴，但因朗拿甸奴不是歐盟成員國的球員，加上只參與過很少國際賽，所以無法獲取工作證而作罷。

### 巴黎聖日耳門
2001年羅納爾迪尼奧遠赴歐洲，與法國球會巴黎聖日耳曼簽約，為期5年，球會授予朗拿甸奴21號的球衣。當時朗拿甸奴和尼日利亞中場奧科查及法國前鋒安歷卡組成攻擊線。而奧科查則成為朗拿甸奴的導師。
2001-2002球季
朗拿甸奴在2001年8月4日後備上場對戰歐塞爾，是他在球會首次亮相的比賽。10月13日，朗拿甸奴攻入里昂一球點球，這球是他在球會的首個入球。10月18日，朗拿甸奴在對戰維也納迅速的比賽中連入兩球。由於朗拿甸奴的天賦逐漸受人賞識，球隊的點球、自由球皆由這名只有21歲的年輕球員主射，而且他在球隊中也因為擁有過人的跑速而開始擔任衝鋒陷陣的角色，因此造就了不少漂亮的入球，例如在翌年1月22日，朗拿甸奴在對戰雷恩的比賽中攻入一球驚人的自由球，當時射門位置位於禁區邊外的龍門正中間，朗拿甸奴用了他常用的自由球射法：以強勁的內旋使球直接彎入死角，此自由球是朗拿甸奴整個生涯其中一個最具代表性的自由球；3月16日，朗拿甸奴對陣特魯瓦時再度於法甲梅開二度，兩球入球皆是朗拿甸奴衝鋒陷陣的成果。4月27日對戰梅斯時，朗拿甸奴在對方禁區接應對友的長傳，趁對方門將出迎時把球挑過門將再射入，此入球是朗拿甸奴在該季聯賽中的最後一個進球。
除了聯賽，朗拿甸奴亦隨隊參與該季的法國聯賽盃，最具代表性的比賽是16強對陣甘岡，朗拿甸奴於半場換入即為球隊梅開二度。最後球隊以四強完成該屆賽事。
縱使朗拿甸奴於首季為巴黎聖日耳曼便交出亮麗的成績，但球會方面批評他不重比賽，沉迷夜生活。而與此同時球會與羅納爾迪尼奧在轉會費上出現法律糾紛，導致羅納爾迪尼奧在2001-02賽季才開始參加比賽。
2002-2003球季
雖然朗拿甸奴與教練路易斯·費南迪斯不和，但仍選擇了留隊，而球會亦因他上季傑出的表現而把10號球衣授予年僅22歲的朗拿甸奴。當上巴西國家隊的2002世界盃冠軍成員後，朗拿甸奴繼續保持大勇的狀態，雖然這季的表現不如上季，但場上的表現仍然令人尊敬，朗拿甸奴在這一季繼續發揮自己的足球天賦及領導才能，除了製造漂亮的入球，也表演了許多盤扭及花式技巧。最具代表性的進球是2003年2月22日對陣干貢時，縱使面對5名防守球員，仍單人匹馬盤扭至門前射入。縱使朗拿甸奴在當季有出色的表現，但未能幫助球隊在法甲取得佳績，僅列第11名。
巴黎聖日耳曼在法國盃的表現較聯賽好，球隊成功進身決賽，只可惜在決賽飲恨。朗拿甸奴最亮眼的比賽是四強對陣干貢，梅開二度將球隊送進決賽，其中第二球縱使對方門將站位不算凸出，仍然可以冷靜挑過對方門將，賽後受到球迷站立鼓掌支持。
在球隊未能晉身來季歐洲賽事，以及和教練、球會關係不太和睦的情況下，朗拿甸奴在該季完結後宣佈離開巴黎聖日耳門。雖然朗拿甸奴只在巴黎聖日耳門逗留兩季，且未能為球隊取得重大錦標，但他成功在歐洲球壇展現了自己的價值，因而吸引了巴塞隆納、皇家馬德里、曼聯等著名球會爭奪。

### 巴塞罗那
2003年7月19日，羅納爾迪尼奧以2700萬歐元轉會費加盟西甲球會巴塞罗那，與當時的教練、前荷蘭「三劍俠」之一的列卡特一同加入巴塞隆納。羅納爾迪尼奧加盟後狀態大勇，創造了自己於足球生涯的頂峰。而球隊的成績亦迅速反彈，朗拿甸奴因此被認為一手拯救了當時戰績不堪入目的巴塞罗那，是繼「巴塞教父」克魯伊夫之後另一個徹底改變巴塞命運的偉大球員。
2003-2004球季

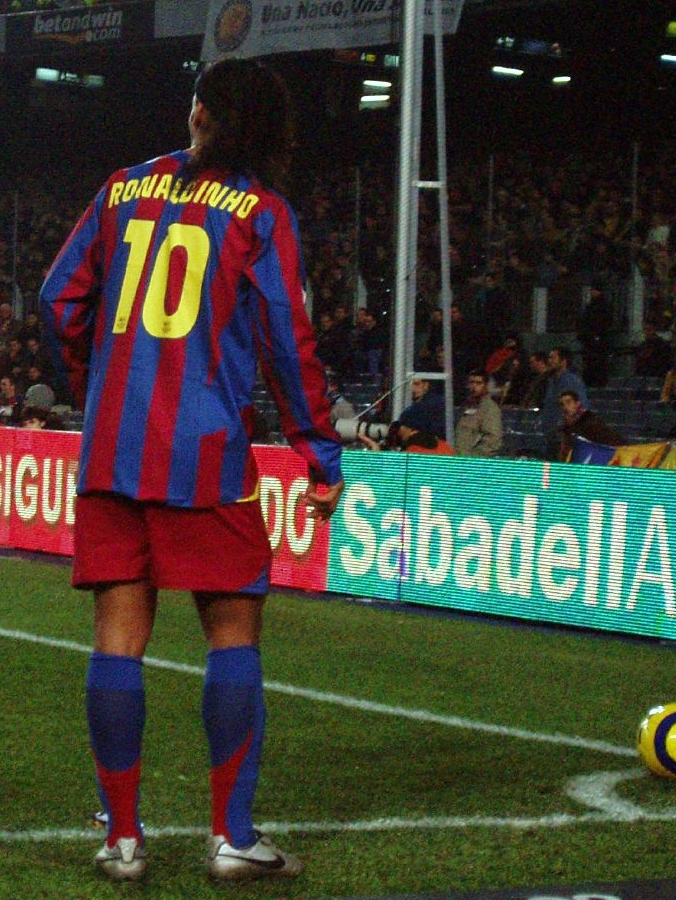
羅納爾迪尼奧準備開出角球

朗拿甸奴首度亮相的比賽是一場與應屆歐聯冠軍AC米蘭的友賽，他以一球進球助巴塞以2-0取勝。
2003年9月3日，巴塞隆納主場迎戰塞維亞，在這第二場西甲賽事中，朗拿甸奴向巴塞隆拿球迷送上一球極之漂亮的入球，值得一提的是助攻予他的是當時的門將維克托·巴爾德斯，巴爾德斯使勁把球擲給朗拿甸奴，朗拿甸奴隨即接連扭過兩個對方球員，並於離龍門30碼的位置遠射，最後皮球擊中楣底彈入，為球隊追平比分，主隊球迷繼而納喊著朗拿甸奴的名字。最終兩隊1-1賽和。2004年2月8日，巴塞隆納作客奧薩蘇納，朗拿甸奴接應荷蘭隊友戴維斯的傳球，先把球挑起，使球越過自己背後，再快速轉身把球踢入，技驚四座。後來朗拿甸奴因傷缺席上半季聯賽，球隊一度跌至第12位。後來朗拿甸奴回歸球場，在賽季下半段貢獻多個入球，最終以14個入球與阿根廷鋒將沙維奧拿並列隊中神射手，幾乎以一人之力將球隊推上聯賽第2位，是自1999-2000年球季以來最佳的聯賽成績，並取得失落了一季的歐洲聯賽冠軍盃參賽資格。
朗拿甸奴同時亦率領球隊參與當季的西班牙國王盃及歐洲足協盃（現歐霸盃），雖然因傷未能全程帶領巴塞隆納，球隊亦分別在四強和十六強出局，但是第一次參與這兩個大賽的朗拿甸奴，也交出令人讚嘆的表現，例如在2003年10月15日，巴塞隆納對戰斯洛伐克球隊普霍夫，朗拿甸奴上演了自己在巴塞隆納以至是歐洲賽場第一個帽子戲法，其中第三球朗拿甸奴獨自帶球狂奔，中途通了對方一名後衛的襠，再趁對方門將出迎時快一步把球踢起射入。在2004年2月26日，巴塞隆納和丹麥球隊布隆德比在歐洲足總盃中交鋒，朗拿甸奴主射一球自由球中楣，對方球員把球頂回禁區外，此時朗拿甸奴迅速把球搶下，然後把剛才差點完成的一球射入。
在整季中，朗拿甸奴於聯賽攻入15球，全部賽事則攻入了22球，兩個數據均為球隊之最。朗拿甸奴在這季的表現可以說是日後成為「球壇第一人」的好開始，同時他也為巴塞隆納的改革之路創造了一個好的起點。
2004-2005球季
2004年12月20日，FIFA評選朗拿甸奴為世界足球先生，他以620分力壓阿仙奴大將亨利成為第一名，自此朗拿甸奴開始踏上他事業上的高峰。
在該季開始，朗拿甸奴與喀麥隆球星艾托奧組成強大的二人攻擊組合，二人互相助攻，大大改善了巴塞隆納本來在鋒線上的不足，加上有德科、亨里克·拉松、古利等中前場頗具實力的球員助陣，漸顯成熟的巴塞隆納在朗拿甸奴及教練列卡特帶領下，在西甲全季只吃了4場敗仗。終於取得失落了5年的西甲冠軍，而且是近五年來首個大賽的冠軍。朗拿甸奴在該季西甲一共進了9球，加上多個助攻，是致勝的關鍵。
朗拿甸奴率領巴塞隆納參與他首個歐洲聯賽冠軍盃。在該季的歐冠賽事，更突顯了朗拿甸奴的重要地位，他在整項賽事中貢獻了4球，而且創造了不少使球迷難忘的畫面，例如在分組賽中，巴塞隆納於主場迎戰歐洲傳統勁旅AC米蘭，朗拿甸奴在89分鐘接應艾托奧的傳球，先扭過米蘭皇牌後衛尼斯達，再罕有地用左腳抽射，皮球直入死角，AC米蘭一眾後衛只能無奈地看著他為巴塞隆納反超前，取得重要的3分。16強賽遇上英超勁旅車路士，雖然在主場以2-1獲勝，但作客時卻以2-4敗陣出局，當中巴塞隆納的兩球皆由朗拿甸奴包辦，他先在上半場射入點球，然後於禁區外位置射入一記經典的入球，他先把球控定，再扭動右腳和臀部，當所有人都以為他要傳球時，他卻在人群中找到一個細小的空位並立即射門，把皮球篤入並彎入龍門，所有車路士的後衛及門將施治均毫無反應。雖然巴塞隆納出局，但這場比賽的主角似乎是朗拿甸奴。
由於朗拿甸奴在歐冠場上具創造力及娛樂性的球技，加上獨一無二的感染力，使他廣泛地獲得歐洲球迷的愛戴，巴塞隆納也重回歐洲一線強隊之列，而他自己也成為「球壇第一人」。
2005-2006球季
這個球季是朗拿甸奴職業生涯最輝煌的一季，他再次被FIFA評選為世界足球先生，並首次成為歐洲足球先生，成為雙料足球先生。隨著球隊日漸成熟，球員的發揮大有進步，在朗拿甸奴的帶領下，巴塞隆納衛冕西甲冠軍，兼且取得球會史上第二個歐聯冠軍。
2005年11月19日，羅納爾迪尼奧梅開二度帶領巴塞罗那擊敗皇家馬德里，整場比賽可以說是由他主宰了賽事，在場上接連戲弄皇馬一眾後衛並數次交出絕妙的傳送，而下半場他的連續兩個進球近乎一模一樣，都是加速變向、盤過對方數名後衛，也令皇家馬德里門將卡斯拿斯目瞪口呆，結果巴塞隆納以3-0完成這場經典的西班牙打吡，皇馬一眾球星，例如大衛·貝克漢、席內丁·席丹、羅納度、路易斯·菲戈、羅貝托·卡洛斯，都只可在球場上「觀賞」他的演出。皇家馬德里球迷甚至為其不可阻擋的表現喝彩，朗拿甸奴也成為了自馬拉度納（朗拿甸奴本人的偶像）之後第二位在圣地亚哥·伯纳乌球场得到死敵球迷掌聲的巴塞隆拿球員。朗拿甸奴賽後說道：「我永遠不會忘記這一點，對於任何球員來說，獲得對方球迷鼓掌都是非常罕見的。」
該季的西甲巴塞隆納以82分(領先第二位的皇馬12分)奪冠，而朗拿甸奴有17個進球，成為射手榜第三名。
在歐聯賽場上，朗拿甸奴可謂以英雄的姿態率領球隊奪冠。十六強的對手同樣是上季的車路士，但這次巴塞隆納成功復仇，第一回合靠朗拿甸奴以自由球「助攻」對手的隊長約翰·泰利以頭球替巴塞隆納進了一球烏籠球，及後艾托奧的進球為巴塞隆納穩奪兩個作客進球，次回合回到諾坎普體育場朗拿甸奴在78分鐘以一人之力突破三個後衛射入奠定勝局的一球。八強對上葡萄牙球隊本菲卡，首回合雙方互交白卷，到了次回合朗拿甸奴接應艾托奧的橫傳進了一球，最終以2-0擊敗了本菲卡。在四強遇上上季分組賽對手AC米蘭，由於米蘭前中後三線和上季一樣都具備很多球星，因此巴塞隆納賽前不被看好。首回合作客於聖西羅球場，朗拿甸奴交出了令人嘆為觀止的表現，他多次戲弄米蘭的球員，其中一次更連續把球挑起過了數名防守球員，再用後腳精準地把球傳給艾托奧，另外他多次交出關鍵的傳送，其中在57分鐘，他先以控球技巧騙倒了詹納羅·加圖索，使他摔倒，再立刻把球傳給有空位的古利，他選擇把球挑起，落點恰好在古利的前方，古利只需各前奔再把球射入。這場經典的比賽和先前的國家打毗一樣成為了朗拿甸奴的一人表演，使米蘭球迷難以忘記他的風彩，包括時任米蘭班主和義大利總理西爾維奧·貝魯斯柯尼。次回合在主場守和了米蘭而殺入決賽。決賽對上了另一英超勁旅兵工廠，兵工廠針對性防守朗拿甸奴使他沒有太多出色表現，但在18分鐘他瞄準了一次兵工廠後防壓了上前方而暴露了太多空位，他立刻交出了一個致命的直線傳球給艾托奧，迫使對方門將延斯·萊曼在禁區外出手撲倒艾托奧而領紅牌，使兵工廠需十人應戰，結果巴塞隆納以2-1擊敗兵工廠奪得球會史上第二個歐聯冠軍。
2006-2007球季
這個球季是朗拿甸奴職業生涯走下坡的開始。沈迷夜生活，加上世界盃的失利，令他的體重上升，身材開始走樣，到了下半季更是狀態低迷，已逐漸失去球場上的支配力。
在這個球季巴塞隆納幾乎在所有比賽中失利，除了得到西班牙超級盃，失落了西甲冠軍，輸給了死敵皇馬得第二；歐冠在十六強敗給了英超冠軍利物浦；西班牙國王盃在四強首回合以5-2領先赫塔費，但在次回合以0-4敗給對方而出局；季前的歐洲超級盃以0-3敗給塞維亞。2006年國際足總俱樂部世界盃在決賽大熱倒灶，以0-1敗給了來自巴西的國際體育會。在不同的比賽中可見朗拿甸奴已失去昔日帶領球隊、作為球隊重心的能力，這個情況直接導致了巴塞隆納今季慘淡的戰績。
不過朗拿甸奴在今季偶爾也交出了天才級的表現，例如在西甲對戰皇家薩拉戈薩時在下半場40分鐘在禁區頂射入一個極致漂亮的自由球，憑這個急勁的內彎球直飛遠柱的死角，為球隊以2-1取得勝利，這也是他職業生涯中其中一個最漂亮和具代表性的自由球進球。在歐冠分組賽中對德甲球隊文達不來梅的賽事中打進了一球穿過人牆底的自由球，當時主射的位置離龍門不遠，朗拿甸奴博得人牆跳起而射出一個快速的地面球，使門將防不勝防，這個進球成為歐冠其中一個經典入球，也使人們談起穿過人牆底的自由球時會聯想起朗拿甸奴。在西甲對戰比利亞雷阿爾時在88分鐘先用胸口控定哈維在禁區頂的傳中，再轉方向施展「倒掛金勾」笠死門將，朗拿甸奴後來稱這是他最喜歡的進球，自小便幻想自己能在一個職業足球場上製造這個進球。而即使朗拿甸奴的狀態逐漸下滑，在今季他是球隊在西甲及所有賽事中的神射手。
從戰術的角度看，由於朗拿甸奴已失去以往的支配力和速度，已無法和之前的球季一樣在左翼的位置配以速度內切入做連結、分球的角色，或作為一個在邊路以速度插入禁區的角色，加上美斯的冒起，由以往純粹在右路插入的球員變得更為積極，開始有較多的時間內切入做連結、分球，和朗拿甸奴的工作重疊，二者一左一右做相同的工作使邊路欠缺插入禁區的攻勢,;另一方面中場的工作分配不清晰，哈維傷愈復出，伊涅斯塔受重用，二者加上德科皆為組織型中場球員，而且朗拿甸奴已失去以往的支配力，有更多的時間徘徊在中場的位置而重疊了三人的工作。有太多組織型中場球員堵塞在一起，前場欠缺插入的攻勢，使巴塞隆納整體攻勢不如以往立體和有效率，解釋了巴塞隆納為何戰績大不如上兩季。
2007-2008球季
這個球季朗拿甸奴進入了職業生涯其中一個最低點，他的位置被新購置的兵工廠巨星蒂埃里·亨利取代，失去了正選的位置。整季西甲只有17場上陣，僅得8球進球，人們亦開始把目光聚焦於逐漸成熟為世界頂尖球員的美斯，而失去對朗拿甸奴的期待，加上自己的私生活持續不檢點，多次缺席操練，巴塞隆納高層因此對他不滿，朗拿甸奴已失去在球隊的地位。
完季後，隨著佩普·瓜迪歐拉將成為下季新帥，決意改革球隊，朗拿甸奴因此自願離隊，他表示自己在巴塞隆納的生涯應當在此完結，並希望在新的地方發展。
他的10號球衣由梅西繼承，而且是他親自指定的。

### AC米蘭
2008年7月13日，羅納爾迪尼奧拒絕了22.5百萬歐元年薪來自英超球會曼城的條件，決定轉會意大利甲組足球聯賽勁旅AC米蘭，轉會費據傳達1850萬歐元，簽約3年。由於10號球衣已由克拉倫斯·西多夫穿上，他選擇了80號球衣，代表他的出生年份。
2008-2009球季
首季朗拿甸奴延續了之前的紀律問題，狀態仍然起伏不定，教練卡洛·安切洛蒂也為此而批評他。整季只有10球進球，在球場上亦欠缺活力，經常出現體力不繼，對球隊沒有太大的實質貢獻。最終米蘭只能奪得意甲第三名，義大利盃十六強出局，歐洲足總盃三十二強出局。
不過朗拿甸奴偶爾也有出色的表現，例如在意甲首循環的米蘭德比，朗拿甸奴攻入自己在米蘭的首個入球，並且一箭定江山為球隊取得勝利，這個進球先由朗拿甸奴在中圈附近推進，再以一個長傳傳給身處在右翼位置的卡卡，其後卡卡再把球挑起送給正在後上的朗拿甸奴，朗拿甸奴便順勢跳起用頭頂入。在歐洲足總盃分組賽上主場對戰葡萄牙球隊布拉加時，在完場前的補時階段在禁區頂接應加圖索的回傳把球直抽死角入網，為球隊全取3分；另一場分組賽作客英格蘭球隊樸茨茅斯，落後兩球下以一個招牌式自由球直飛死角，為球隊追近，後來在補時階段憑菲利普·因扎吉的進球為球隊搶回1分。
從戰術上看，朗拿甸奴和卡卡經常同場上陣，但二者屬同樣類型的球員，無法透過有效的合作去增強球隊的實力，縱使二人本身也是天才級的球員。另一方面，整個賽季球隊的表現起伏明顯，原因是傷病及球員老化的問題，從而困擾了球隊的發揮。
2009-2010球季
在這季羅納爾迪尼奧表現回勇，隨著球季的進行，他的狀態不斷回升，勤於操練並專注於比賽，幾乎獲得所有比賽的正選上陣機會，甚至被認為是當季米蘭的最佳球員。
在今季的意甲朗拿甸奴交出了出色的表現，有12個進球和多個助攻，兩者相加遠多於上季。當中創造很多賞心悅目的畫面，兩次對祖雲達斯皆梅開二度，此外於第20周對陣錫耶納時更演出了帽子戲法，當中第三球他在左邊禁區頂擺脫對手的阻擋並遠射直入遠柱死角，成為他在AC米蘭的代表作賽事之一。
由於上季的意甲取得第三的位置，米蘭得到了今季參加歐冠比賽的資格，而朗拿甸奴的表現亦使人難以忘記。在分組賽中兩場對陣老對手皇家馬德里都交出了出色的表現，首場作客皇馬多次參與攻勢的創造，並接連戲弄對方球員，尤其塞爾希奧·拉莫斯，彷彿重視以前在巴塞隆納對陣皇馬的表現，最終以2-3取勝；下一場在主場迎戰皇馬在落後一球下，朗拿甸奴憑點球追和1-1搶回1分，穩定了晉級的優勢。在十六強遇到英超勁旅曼聯，首回合主場迎戰對手，朗拿甸奴在3分鐘便憑著大衛·貝克漢斬入禁區的自由球被擋出，乘勢把球直抽入網，為球隊領先一球，而比賽中亦接連戲弄對方球員並創造很多攻勢，可惜最後球隊整體實力不如對方，以2-3不敵對手，次回合更以0-4大敗，無緣八強。
今季朗拿甸奴回勇的表現源於自己重新遵守紀律，減少了玩樂時間，使身型比上兩季好，體能亦足以支撐整場比賽，重視昔日的天賦表現；另一方面他重新取得左翼的位置，這是他昔日最擅長的位置。可是由於年紀漸大，加上自己的身型始終大不如以前的顛峰狀態，即使狀態回勇也未能重拾以往在球場上的速度和支配力，無法打出左翼位置的最大效用，不能如以往一樣以一人之力撐起球隊。此外，米蘭始終延續了球隊老化的問題，加上球員不是能夠執行半場陣地主攻(能夠節省體力的戰術)的類型，長年累月持續穩守反擊的戰術(較消耗體能的戰術)對一眾年紀大且傷患纏身的球員可謂雪上加霜，球隊的表現因而持續沉淪。
2010-2011球季

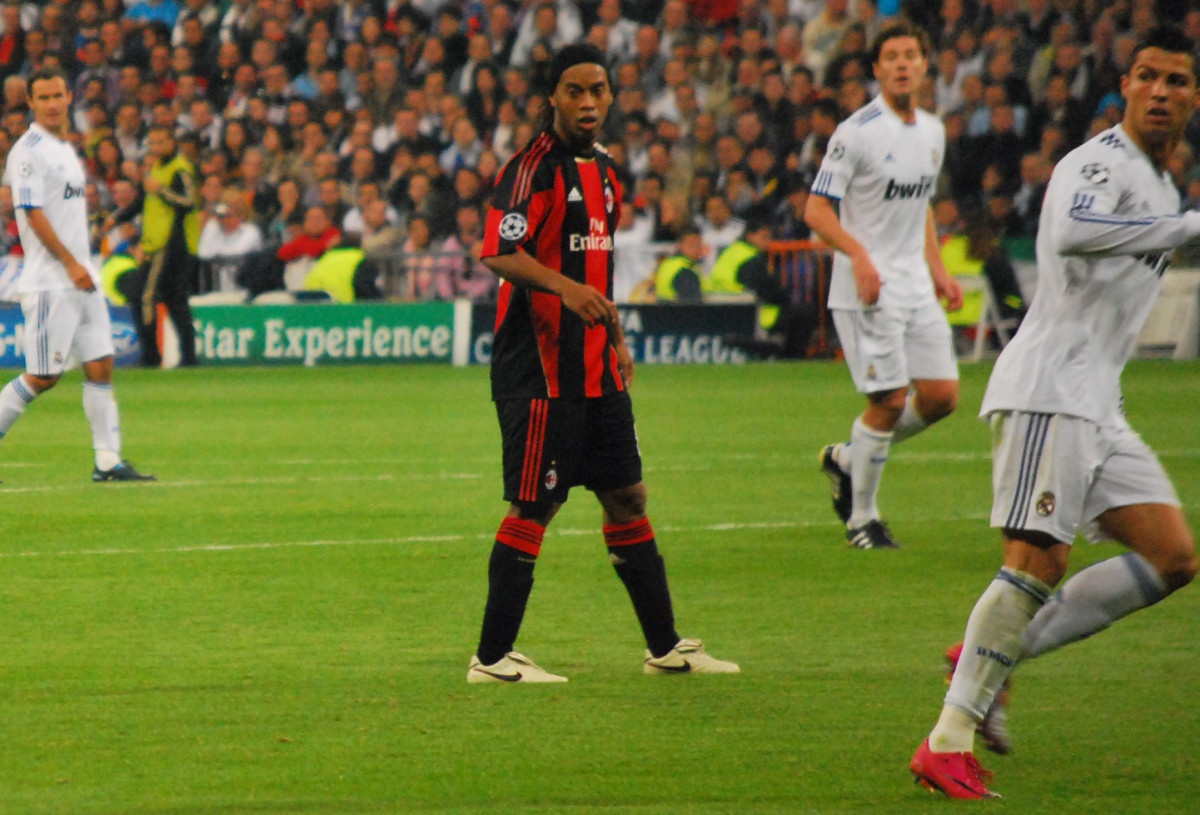
朗拿甸奴對戰皇家馬德里。

這個球季堪稱是朗拿甸奴職業生涯的最低潮，2010-11年上半球季，隨着瑞典球星伊巴謙莫域及國家隊隊友羅賓奴加入AC米蘭，羅納爾迪尼奧在球隊鋒線上的重要性已大不如前，鮮有正選出場的機會，而AC米蘭又在冬季轉會市場引入司職同一位置（左前鋒或輔鋒），而且狀態更佳、更年青的意大利球員卡斯辛奴。加上球會在歇冬期間到杜拜集訓時，羅納爾迪尼奧擅自離隊，教練艾歷尼亦不滿他的操練態度。失落2010世界盃的入選機會後，朗拿甸奴恢復以往糜爛不堪的私生活模式，完全失去上季的狀態，最終成為球隊的邊緣份子，離隊已成遲早的事。
整季意甲朗拿甸奴只有11場上陣機會，且未能攻入一球；而歐冠場上只上陣了5次，僅得1球進球，縱然再次如上季一樣兩次分組賽對上皇家馬德里也正選上陣，但沒有出色的表演。最後憑著球隊的整體陣容實力提升而取得了意甲冠軍，但歐冠在十六強不敵英超球隊熱刺。可惜在當中朗拿甸奴沒有令人滿意的貢獻。
2010年12月，傳媒開始報道羅納爾迪尼奧準備離隊，返回巴西繼續踢球生涯的消息。最終在2月宣佈離隊。

### 法林明高
2011年1月7日，30歲的羅納爾迪尼奧在巴西里約熱內盧召開記者會，宣佈已與AC米蘭達成協議，他將回到巴西甲組足球聯賽踢球。最终羅納爾迪尼奧於1月12日轉會至巴西法林明高，在此之前有很多人都認為他會回到自己出道的母會甘美奧。
他的首個進球是在2月6日對戰博維斯塔射入，是一球點球。在法林明高效力兩季期間也偶有出色的表現，最經典的一場比賽莫過於在2011年7月27日的一場對戰桑托斯的巴西足球甲級聯賽比賽，當時對方有明日之星內馬爾在陣，朗拿甸奴和他上演了一場前輩與後輩的對決，而內馬爾的偶像正是朗拿甸奴，所以這個對決別具意義。內馬爾先以「單車腳」助攻隊友，再以一人之力連續突玻數個防守球員把球射入，這時候法林明高已落後了3球；但在28分鐘朗拿甸奴把握對方守衛的失誤，在門前射進一球，其後完半場前43分鐘開出角球助攻對手頂入把比分攤平，使法林明高重燃希望；不過在下半場開始不久50分鐘，內馬爾接應對手的傳送，並在左路個人突破把球射入，再度領先；然而，之後就是朗拿甸奴的個人秀，他在66分鐘接應隊友的傳球,先趁對方一名後衛落地攔截時把球踩後騙倒他，再以細膩的控球技巧突破其餘的後衛，但途中被一個後衛從後撞倒，獲得一個貼近禁區的自由球，他和四年前在歐冠對陣文達不來梅一樣，選擇把球踢至人牆(跳起)下方直入龍門,把比賽再次攤平，最後在80分鐘接應隊友射成5-4，完成帽子戲法之餘更為球隊反勝，全取3分。
朗拿甸奴的到來為法林明高帶來了兩個獎盃，首先是瓜納巴拉杯(里約熱內盧球隊的盃賽)，在2月27日的決賽對陣博阿維斯塔時憑一個招牌式自由球為球隊一箭定江山,嬴取自己在球隊第一個錦標，亦是球隊的第19個瓜納巴拉杯。兩個月後為球隊奪得里約熱內盧州聯賽。
在2012年5月31日，缺席了球隊幾日的操練後，他控告法林明高拖欠了他4個月的薪水並因而取消了他和球隊的合約。

### 米内罗竞技
2012年6月4日，在離開法林明高後的4日，羅納爾迪尼奧轉會至米内罗竞技。由於10號球衣已由另一個球員穿上，所以他改為選擇49號，代表他母親的出生年份1949年。正當所有人都認為朗拿甸奴因不會重返歐洲球壇而從此消聲匿跡時，他在米内罗竞技卻一反眾人的預期，效出了使人矚目的表現，甚至成為球隊革新的重心，彷彿重現他昔日在巴塞隆納的風光。
2012球季
2012年6月10日，在一場對戰費古倫斯的巴甲比賽上，朗拿甸奴大演他職業生涯中最後一個，也可能是最精彩的帽子戲法，而且他亦交出了兩個助攻。上半場11分鐘，他先在左側禁區頂離門很遠的位置把球笠死了對方門將，技驚四座，為球隊先開紀錄，而當隊友上前擁抱時他亦不禁流下了男兒淚，因為他的繼父不久之前過身，他流著眼淚並雙手指天，表示把這個精彩的進球獻給在天上的繼父；23分鐘，他開出一個自由球，助攻隊友頂入；之後在31分鐘，他再次施展穿過人牆底的自由球，取得第二個進球；下半場62分鐘他射進一個點球，球隊已領先至4-0；其後在67分鐘他施展個人突破，在中圈位置接連擺脫數名球員再直奔上前，以一個"no look pass" 助攻隊友射入。加上最後隊友的進球,球隊大勝6-0，朗拿甸奴憑3個進球2個助攻為球隊大勝對手，這亦成為他重返巴甲後最經典的一個比賽。
在首季的巴甲，不到6個月的時間裡，羅納爾迪尼奧為球隊出戰31場就貢獻9球及11次助攻。在他的率領下，上季僅居巴甲15位的明尼路競技力壓諸多豪強勇奪亞軍，且獲得下季南美自由盃的參賽資格(地位相當於歐洲聯賽冠軍盃)。12月4日，羅納爾迪尼奧因而獲巴西金球獎。
2013球季
在新的一季，朗拿甸奴重新穿上10號球衣。
2013年的南美自由盃(地位相當於歐洲聯賽冠軍盃)成為朗拿甸奴的表演舞台，尤其在淘汰賽多次在落後的情況下拯救球隊，帶領米內羅奪得球隊史上第一個南美自由盃。
在分組賽首場對戰聖保羅時朗拿甸奴和隊友合力炮製了足球史上一個經典一幕，他趁隊友準備開出界外球時走到對方門將羅傑里奧(有史以來進球最多的門將)拿水喝，但由於界外球本身不受越位所限，他的隊友乘勢把球扔給早已站到龍門前的朗拿甸奴，朗拿甸奴於是把球控下來再橫傳給隊友射入，成為了足球史上一個經典突破越位陷阱的例子；在下半場，朗拿甸奴在右路憑個人能力盤扭至底線再斬至中間助攻隊友頂入，憑兩個助攻為球隊鎖定2-1勝局。另一場對戰阿根廷球隊兵工廠，朗拿甸奴同樣打出了精彩一杖，他先為球隊射進點球；在下半場，他把對方解圍不遠的球控定，再轉身傳一個高空球給隊友，橫傳給另一隊友射入；其後朗拿甸奴接應隊友的傳球，在左路的位置靈機一觸，輕巧地把球挑起彎入死角，門將欲救無從,這也是他職業生涯其中一個最使人印象深刻的進球，最後球隊以5-2取勝。而其餘的分組賽中朗拿甸奴亦貢獻了多個進球和助攻，造就球隊首名晉級十六強。
十六強再對戰同組球隊聖保羅，兩回合比賽朗拿甸奴共交出1個進球和1個助攻，最終總比數以6-2晉級；八強對戰墨西哥球隊迪祖亞，在次回合回到主場作賽時，總比數落後一球，朗拿甸奴開出了自由球助攻隊友頂入，最終憑這關鍵入球把總比數追成3-3，以作客入球優惠晉級；四強對戰阿根廷球隊紐維爾舊生，首回合作客以0-2不敵對方，但次回合開賽3分鐘朗拿甸奴旋即交出一個極漂亮的直線傳送成功助攻隊友，加上下半場臨完場米內羅的進球，最終要以互射點球分勝負，朗拿甸奴不負眾望，射入了至關鍵的第5輪點球，加上對方接下來的射失，米內羅成功殺入決賽。2013年7月17日，米内罗竞技在南美自由盃決賽首回合作客0-2不敵巴拉圭的，一星期後回到主場的次回合，要直到完場前3分鐘才把總比數追至2-2，加時兩無紀錄，需以十二碼定勝負，最終明尼路以4-3勝出，驚險首捧南美解放者杯，朗拿甸奴也成为第七位获得欧洲冠军杯和南美解放者杯的球员，也是至今唯一持有世界盃、欧洲冠军杯、南美解放者杯、金球獎和世界足球先生的球員。
隨著南美自由盃到手，米內羅取得了2013年俱樂部世界盃的四強席位，這是米內羅史上第一次，也是朗拿甸奴本人第二次參與俱樂部世界盃。四強對戰先前打進四強的摩洛哥球隊拉賈卡薩布蘭卡，可惜不敵對方以1-3出局，使朗拿甸奴繼2006年俱樂部世界盃後再到無緣此冠軍，不過他在比賽打進了一球十分精彩的自由球,內彎的幅度技驚四座，所有人，包括門將，眼看以為直飛界外，但最後竟彎了入網，門將因而始料不及，沒有作出撲救。賽後大部分對方球員走到朗拿甸奴面前和他擁抱道別，有些人更向他索取身上的球衣、球鞋等服裝，以紀念這一代的傳奇，畢竟，這可能是拉賈卡薩布蘭卡球員一生僅有的機會親身接觸朗拿甸奴。季軍戰對戰廣州恆大，朗拿甸奴同樣射進了自由球，助球隊以3-2奪得季軍，但最後竟發生了一段小插曲，朗拿甸奴被對方球員趙旭日從後侵犯跌倒，但趙旭日趁隊友阻擋了球證的視線乘機用腳踐踏朗拿甸奴，朗拿甸奴忍不住以雙腳還擊，趙旭日見狀立刻假摔，裝作很痛的模樣，但球證最後竟只給予朗拿甸奴一張紅牌，他只好無奈地苦笑著走到場外，接受他職業生涯最後一張紅牌。
2014球季
在2014年的1月，朗拿甸奴和米內羅續約。但在7月，球隊取得了史上第一個南美超級盃後，朗拿甸奴宣佈和會方達成共識，終止了合約，恢复自由身。
朗拿甸奴繼在巴塞隆納之後，再一次以一人之力帶領球隊成為勁旅，在他的到來之前，米內羅的成績一直低沉，但朗拿甸奴的到來激活了球隊的潛在實力，因為當時球隊整體球員的級數已有所提升，只欠一個有豐富大賽經驗且具一級控場、連結隊友能力的球員，朗拿甸奴正是不二之選，而且朗拿甸奴雖年紀大，但身型明顯有改善，加上南美本土球隊的實力遠不如歐洲列強，無法有效地把戰術執行得淋漓盡致，很多時候的攻勢都只是個人能力的表現，沒有太多具體的戰術配合，所以對朗拿甸奴而言不需要太多體能和速度的要求，只要運用自己的個人能力和整體意識便能支撐大局。

### 克雷塔羅
2014年9月5，朗拿甸奴簽了一個2年合約，自由轉會至墨西哥足球甲級聯賽球會克雷塔羅，獲發曾在米内罗竞技穿過的49号球衣。加入克雷塔羅標誌著朗拿甸奴的職業生涯正式步入尾聲。
2015年4月18日,在一場作客上屆聯賽冠軍美洲時，朗拿甸奴梅開二度，助球隊以4-0大勝對手。在他射入第二球後，對方的球迷站起來報以掌聲以示尊重，朗拿甸奴繼2005年作客皇馬梅開二度後再一次獲得球迷的掌聲，這使朗拿甸奴當場落淚，賽後他回答記者的訪問，說道：「這實在太感人，我曾在班拿貝(皇馬主場球場)獲得掌聲而相同的事發生在這裡，我從來沒有想像過，這使我更喜歡墨西哥並使我有賓至如歸的感覺。」
2015年6月，35歲的朗拿甸奴宣佈離隊，他發表了他對墨西哥人以及球隊支持者的致謝：「我要感謝所有墨西哥人，使我連日來都得以和如此熱情的國民共渡這段時光，你們永遠在我的心中駐足停留。特別感謝克雷塔羅，使我能為穿起這件球衣作戰而感榮幸。」

### 富明尼斯
2015年7月12日，朗拿甸奴自由轉會至巴西的富明尼斯，他亦重新穿上10號球衣。月薪約為190,000美元，另外會就球衣及球會其他產品銷售獲得分紅。不過加盟僅2個半月，朗拿甸奴共上陣467分鐘，沒有助攻及入球，並與球會在9月下旬提前解約，此舉使球迷十分失望並因而批評朗拿甸奴的職業操守。富明尼斯體育總監稱朗拿甸奴指自己不能以一個好的狀態為球隊效力，未能成為球隊期望的球員而選擇退出。
自此朗拿甸奴沒有再在任何職業球會落班。

### 退役
朗拿甸奴於2017年底宣佈將於2018年正式退役。
2018年1月16日，朗拿甸奴透過他的哥哥兼經理人正式宣佈退役，其後他本人也發文宣佈退役並感謝所有人的支持和祝賀：「感謝上帝，賜予了我這生命、家人、朋友，以及我的專長。經過近三十年對足球的貢獻，我夢想成真，現在我和一生最大的夢想說再見。」

## 國家隊生涯

### 青年軍生涯
朗拿甸奴是少數參與不同年齡層國際賽的巴西國家足球隊球員。在1997年，他以正選主力的身份參與在埃及舉行的國際足總U-17世界盃，助巴西首奪此冠軍，而朗拿甸奴本人獲頒銅球獎。
1999年朗拿甸奴參與了兩項國隊賽事。首先是南美國家盃U-20，朗拿甸奴有3球進球，為巴西取得季軍。其後他代表巴西出戰1999青年世界盃，為巴西射進3球，但八強遭烏拉圭。
朗拿甸奴其後隨U-23國家隊參與2000年夏季奧林匹克運動會，他早已在其外圍賽7場進了9球，可惜在8強被當屆冠軍喀麥隆淘汰，而朗拿甸奴只進了1球。

### 1999美洲國家盃: 首個國際賽冠軍
隨著國家隊在1998世界盃的失利，一些新球員被徵召入最高級別的國家隊，包括朗拿甸奴，當時他獲後備球員的身份以19歲之齡參與1999年美洲國家盃，身穿21號球衣。在首場分組賽對戰委內瑞拉在70分鐘後備上陣，立刻在74分鐘以一個使人難忘的進球創造了自己在國家隊(最高級別)的首個進球，隊長卡富在右路把球橫傳給朗拿甸奴，他用大腿把球控定，再把球踢高，過了一名防守球員，再把球踢前過了另一名防守球員然後抽射入網。最後巴西第6次奪冠，朗拿甸奴得到職業生涯第一個國際賽冠軍。

### 1999洲際國家盃
朗拿甸奴在是次比賽中首次獲得在國家隊的正選位置，因為教練萬德雷•盧森博格派出了一眾年輕球員上陣。朗拿甸奴在這次國際賽中大放異彩，除了決賽，他在其餘的比賽中均取得進球，包括在分組賽對戰紐西蘭時射進自己在國家隊首個自由球，為球隊鎖定2-0的勝局；四強對沙烏地阿拉伯更大演帽子戲法，其中第3球表演羅馬里奧招牌式的「持球轉身」擺脫對手再把球射進，然後親吻鏡頭慶祝，成為賽事的經典一幕。可惜巴西在決賽以3-4不敵墨西哥。
朗拿甸奴憑整體出色的表現取得了金球獎，總共射進了6個入球，和墨西哥的白蘭高和沙烏地阿拉伯的奧提比並列神射手的位置，不過朗拿甸奴憑較多的助攻取得金靴獎。

### 2002世界盃: 得到職業生涯的最高榮譽
2002年國際足總世界盃是朗拿甸奴職業生涯其中一個最重要的時刻，以22歲之齡擔任球隊的絕對主力並奪得了這個球壇的最高榮譽。當時巴西隊擁有可謂世界盃史上其中一個最厲害的陣容，朗拿甸奴和里瓦爾多和羅納度兩個當時世上頂尖的進攻球員組成了經典的3R組合，3個天才球員的合作使巴西的攻勢勢如破竹，由於有朗拿甸奴踢進攻中場更多地後撤組織攻勢，使里瓦爾多可以更多的在前線發揮其射門能力。
朗拿甸奴於分組賽對戰中國時助攻了里瓦爾多以及進了一個點球， 助巴西大勝4-0。十六強對戰比利時出現了經典一幕，朗拿甸奴在禁區右側交出一個外彎(拉西)的長傳給另一邊的里瓦爾多，他用胸口控定、左腳把球踢高，再轉身把球直射入網。其後八強對戰英格蘭成為他本人以及世界盃史上經典一役。巴西是先落後的一方，在上半場約補時2分鐘時，雙方在爭奪控球權時，負傷上陣英格蘭隊長大衛·貝克漢因跳起避過羅貝托·卡洛斯剷截而把球拱手相讓，巴西隨即展開快速反擊，朗拿甸奴不斷持球推進往禁區頂，跑過了所有英格蘭的防守中場，英格蘭的左後衛艾許利·柯爾見狀立刻走到中路希望成功阻擋朗拿甸奴，不過隨即被朗拿甸奴一個及時而精彩的插花動作騙倒而失去了應有的位置，英格蘭的2名中堅索爾·坎貝爾和里奧·費迪南德慌忙地跑到中間阻攔朗拿甸奴，但此舉使兩邊前鋒里瓦爾多和羅納度空空如也，最終把球交到里瓦爾多的腳下破網，在完半場前巴西把比賽攤平。下半場49分鐘，巴西在右路一個遠距離（35米）而窄角度的地方得到了一個自由球，朗拿甸奴上前處理，由於這個位置被認為是不可能直射進網，所以每個人都認為朗拿甸奴會把球長傳到禁區，包括英格蘭門將大衛·西曼，所以西曼站得比較出，準備接應朗拿甸奴的傳送，誰知朗拿甸奴看準了此機會，吊後角直接破門，球正正在西曼的後方跌落網中，後來朗拿甸奴亦在訪問中表示當時他是看到西曼站得比較出而決定把球直射入網，而不是從一個傳中球意外變成一個進球。巴西憑朗拿甸奴一人之力把晉級四強的機會搶回來，但美中不足的是朗拿甸奴在57分鐘因搶球時不慎用腳踏在丹尼·米斯的腳上，當時清楚可見朗拿甸奴並非刻意侵犯，但球證竟直接拿出紅牌而非黃牌，朗拿甸奴只能苦笑地離場，而這個奇怪的判決，亦成為當時世界盃球證不公判決的話題之一。四強因紅牌而禁賽，他在場邊見證巴西淘汰土耳其晉身決賽。在決賽朗拿甸奴得以重彼黃色戰衣，他面對強敵德國也交出了出色的表現，兩次交出致命傳送給羅納度，但可惜他未能把握，不過巴西的整體實力始終在德國之上，最後亦憑羅納度兩個入球取勝。
朗拿甸奴上陣5場攻入2球及交出3個助攻，助巴西奪得第5個世界盃冠軍，加上後來球會的生涯也取得空前的成功，這個冠軍成為朗拿甸奴被部分人封為一代球王的重要依據。
從戰術角度看，教練斯科拉里吸收上次世界盃失敗的教訓，放棄前場4個進攻球員的排列，減至3個，中後場採用2個防守中場、3個中堅，左右的攻擊和防守全由左右二閘包辦。由於巴西球員著重於個人能力，但半場陣地主攻的打法要求球員有十分高的合作意識和走動，不著重個人突破，所以巴西球員較難有效執行主攻的戰術；上述的排陣更有利於穩守反擊，放大了巴西球員的能力，首先多了防守球員作穩守，而少了一個進攻球員使反擊更順暢，因為反擊更著重個人突破，故不需要如主攻一樣要更多的人作連結。朗拿甸奴擔任進攻中場，負責分球，是中前場的指揮官；里瓦爾多和羅納度作前鋒，負責衝鋒陷陣和把握機會；羅貝托·卡洛斯和卡富一左一右後上插入對方禁區；其餘的防守中場和中堅作穩守，但若時機合適防守中場可後上插入助攻。所以，朗拿甸奴的貢獻舉足輕重，他是隊中唯一一個擔任前場連結的球員，是巴西執行反擊和中路突破時的重要樞紐，重要性在隊中必定是數一數二。

### 2003洲際國家盃和2004美洲國家盃
在2003洲際國家盃，朗拿甸奴穿上了7號球衣上陣，但巴西在分組賽出局，而朗拿甸奴沒有任何進球。
朗拿甸奴沒有被選至2004年美洲國家盃，因為當時巴西的教練佩雷拉選擇給予年輕一代的球員上陣機會，陣中沒有已成名的巴西巨星，而這次美洲盃他們亦能凱旋而歸。

### 2005洲際國家盃: 國家隊生涯的最後光芒
除了朗拿甸奴、卡卡、阿德里亞諾、羅比尼奧四名大將外，其餘重量級球星也缺席洲際盃，朗拿甸奴因此成為該次大賽中巴西的隊長，也是首次在正式的國際大賽中穿上10號球衣。
雖然巴西陣容在部分重量級球星的缺席下依然強盛，而且被國際足協評為世界第一，但分組賽的表現卻強差人意，面對日本、希臘和墨西哥這些非強隊也只取得一勝一和一負的成績。朗拿甸奴在對戰日本時交出了一個助攻和一個進球，他在一次反擊中不斷持球，他沒有急於進球，而是等待身邊的羅比尼奧從他身後由右邊跑到左邊再把球交給羅比尼奧直射入網，之後他為巴西射進一個點球。巴西以小組首名晉級四強，對手是德國，朗拿甸奴再為球隊射進一球點球，其後巴西以3-2險勝德國。最後巴西在決賽以4-1擊敗阿根廷奪冠，朗拿甸奴接應西西尼歐的傳中進了一球，賽後被評為決賽的最佳球員。
朗拿甸奴共交出了3個進球和1個助攻，獲得了本屆賽事的銅球獎，並以合共9個進球和墨西哥的白蘭高並列成為洲際盃史上最多進球者，紀錄保持至今。朗拿甸奴獲得了自己第一個洲際國家盃，但遺憾地，這也是他國際賽身涯最後一個大賽冠軍。
即使巴西擁有大量頂尖球員，並成功奪冠，但從戰術角度看，阿德里亞諾和羅比尼奧都不是善於和隊友配合的球員，偏好個人突破，而朗拿甸奴和卡卡完全是同類型的球員，因此，朗拿甸奴在巴西的表現不如巴塞隆納具效率，在鋒線上沒有配合自己的前鋒，在中場與卡卡沒有清晰的分工，這也解釋了為何在分組賽的成績不如理想，因為非強隊一般採用主守的戰術，一味依靠個人能力，欠缺整體的戰術配合，難以撕破對手的密集防守，以事實上巴西在整個比賽的進球大多來自反擊或個人能力。可惜，當時巴西奪冠而回，加上人才輩出，使大家漠視了這個重大的戰術隱憂。

### 2006世界盃: 遍地眼鏡碎
巴西以衛冕冠軍和奪冠大熱的姿態參與2006世界盃，朗拿甸奴因為帶領巴塞隆納取得西甲和歐冠，以「世界第一球員」的姿態成為巴西隊的超級領銜人物，穿上巴西隊皇牌10號球衣，和一眾巨星合作，包括米蘭王子卡卡、爐火純青的朗拿度、左腳重炮羅貝托·卡洛斯、傳奇隊長卡富、國米國王阿德里亞諾, 落葉罰球王P祖連奴和單車少年羅比尼奧，被球迷認為是世界盃的夢幻組合, 絕對的冠軍大熱。
然而，事實並非如此夢幻，在分組賽中雖三戰全勝首名晉級，但大致上重覆了洲際盃的問題──無法有組織地作戰術配合，打出具效率的半場陣地主攻以撕破對手的密集防守。朗拿甸奴僅在對戰日本時交出助攻予澤·羅伯托。在十六強以球員的級數解決了迦納，但在八強對上密集防守的法國便無以為繼，朗拿甸奴和卡卡、儒尼尼奥3個進攻中場同時上陣更把中場分工問題放大，加上前場球員只依賴個人能力，因此攻不入法國，加上朗拿甸奴在最後關頭射失了為球隊追和的自由球，最終巴西繼1998世界盃決賽再敗給了法國。
朗拿甸奴上陣5場只有1個助攻，而且沒有進球，加上回國後沉迷夜生活，大受各界批評。而此次世界盃的失敗成為了朗拿甸奴職業生涯從顛峰回落的轉捩點。
事實上，朗拿甸奴本身的問題和球隊的戰術及用人失當大大決定了這次世界盃的成績。自從奪得了2006歐冠後便開始縱情聲色，愈趨頻繁的夜生活使體重增加，狀態不如以前，明顯可見他在場上的活力不如理想，控球和傳球的掌握不及以往；另一方面，球隊在戰術上繼續犯下洲際盃的失誤，使用了主攻的戰術，但再一次證明朗拿甸奴不能和卡卡有效合作，前場沒有足夠配合，而且朗拿度和阿德里亞諾狀態低迷，羅貝托·卡洛斯和卡富年紀老邁，失去上前助攻的支配力。綜合朗拿甸奴自身和球隊的問題，巴西出局是必然的，最終只是一隊名大於實的球隊。

### 2007美洲國家盃
2007年3月24日，朗拿甸奴在對戰智利時攻入了兩球，終止了他在巴西近兩年的進球荒。他其後不獲入選2007年美洲國家盃，原因是疲勞，但普遍相信是他已過分沈迷於夜生活。

### 2008夏季奧運: 最後一個國際大賽
本來朗拿甸奴與巴塞隆納有協議在先不參與2008夏季奧運，但由於之後確認將轉會至AC米蘭，協議告吹，朗拿甸奴隨即以隊長身份帶領國家隊，希望首奪這個巴西隊從未獲得過的金牌。
最具代表性的賽事是八強對戰紐西蘭，朗拿甸奴在禁區頂左則遠處把自由球直射入網，之後親自博得點球並射入，助巴西以5-0大勝晉級四強，但在四強以0-3不敵阿根廷，而在季軍戰以3-0大勝比利時奪得銅牌，也是朗拿甸奴首個奧運獎牌。

### 2010和2014世界盃: 不獲入選
朗拿甸奴在2009-2010的球季在米蘭表現回勇，狀態令人驚喜，但時任巴西教練鄧加竟不把朗拿甸奴納入2010世界盃大軍，他指朗拿甸奴的體能和積極性不合乎他的要求。當時鄧加換上了很多新面孔，但可惜巴西自2006世界盃開始出現青黃不接的情況，球員的級數大不如前，理論上需要一些有經驗和實力的球員主持大局，狀態回勇的朗拿甸奴正是最佳人選，但最終只用上了當時狀態正下滑且受傷患困擾的卡卡擔當這重要的角色，沒有了朗拿甸奴作分擔或輪換之用是其中一個失敗之處，最終巴西在八強出局。
相同的事情再於2014世界盃發生在朗拿甸奴，在米內羅2013和2014年兩個球季，朗拿甸奴先後近乎以一己之力帶領球隊奪得大賽冠軍，表現令人滿意。不過朗拿甸奴已不獲入選2013洲際國家盃，據報是因為教練斯科拉里和巴西足協非常不滿朗拿甸奴的紀律，在巴西與智利的友賽前，得到徵召的朗拿甸奴直至比賽開始前才向國家隊報到，並且沒有給主帥任何解釋，而隨後他就被踢出了洲際國家盃的大軍名單。後來巴西國家隊更因此不徵召朗拿甸奴參加2014世界盃，但當時巴西嚴重欠缺具實力的球員，沒有人才的巴西只可憑主場之利殺入四強，但慘遭德國以7-1「屠殺」。
朗拿甸奴雖沒有正式宣佈，但在2013年實際上已退出了國家隊。

## 技术特点
罗纳尔迪尼奥是世界足坛在21世纪初技术能力最佳的球员之一，被譽為「球場魔術師」或「足球精靈」，个人球感、盘带能力在他效力欧洲联赛的时间内已经被广泛认可，被譽為世界第一，經常在球場做出驚人和難以模枋的動作，能夠用背部、肩部控球和傳球，其控球及盤帶能力被譽為天才的級別，並且擁有全世界甩得最漂亮的牛尾巴（elastico）。他指出這個招牌動作是觀看1970代巴西球星里維利諾的影片而學會的；传球能力和視野是他的第二大法宝，如"No look pass"，他可以用自己宽阔的视野在瞬息万变的场上选择到位置最佳的队友并且准确的传到其脚下形成对球门的威胁，所以朗拿甸奴不只是一個個人能力力超卓的球員，其出色的傳球和廣闊的視野，使他在球場上具頂尖的大局觀、整體意識，能夠在任何時候與隊友配合組織，從不只顧控球在腳而破壞進攻節奏，相反他因此而往往成為任何一隊效力球隊的組織核心。朗拿甸奴的踢法結合了個人能力和整體意識，經常使對手防不勝防，並能和隊友產生默契，深得隊友信任而使攻勢保持流暢。
在巴塞隆納2004至2006年這段時間是朗拿甸奴職業生涯的高潮，隨著他的個人能力和整體意識已完全成熟至世上頂尖水平，加上巴塞隆納會方開始大撒金錢重建球隊，有了更多高水平球員配合朗拿甸奴擔當球場上的主角。從戰術角度看，朗拿甸奴最擅長於擔當反擊型的進攻中場，一邊持球跑動一邊尋找隊友作傳球連結，甚或繼續推進作致命傳送或施射，尤其當時年輕力壯，身材還未走樣的時候更是把這個優點放大。即使球隊控球在腳作半場陣地主攻，朗拿甸奴亦可以作邊路球員插入禁區進球或作致命傳送。在當時4-3-3 陣式當中朗拿甸奴專門在左翼位置演繹以上的進攻模式，反擊時在左路內切入連結隊友，主攻時在左路等候插入的時機。
不过从2006年年中開始，他的运动能力随着体重的增加以及长期的夜店生活变得越来越低，在巴塞罗那的最后一年和加盟AC米兰的第一个赛季28岁不到的他却陷入了竞技状态的低潮。直到2009-10赛季罗纳尔迪尼奥的状态终于有所复苏，虽然速度仍旧距离当年的水准很远，但是运用自己的控球能力和具有极强创造力的传球为球队助攻17个进球，自己也成为那个赛季的意甲助攻王，另外他在該季也攻入了15球，成為球隊在該季各項正式賽事最多進球的球員。
此外，罗纳尔迪尼奥本身亦是一位自由球專家，任何時期的他的自由球技術均是頂級水平，被視為史上最佳之一。擅長射出內彎球，射球形式隨自由球位置而定，令對手防不勝防。最著名的一球是2002世界盃中對陣英格蘭，於右側35米處吊射越過門將西曼，直接淘汰英格蘭，此戰從此成為朗拿甸奴的成名作，他也能夠射出碧咸型的七旋斬。他至今已經攻入77個自由球。
綜合來說，出色的速度、盤帶、傳球、遠射、自由球、點球和角球能力等，使朗拿甸奴於球場上極具威脅，全盛時期是當代最強的全能型邊路及進攻中場球員，實力可媲美其偶像迪亞哥·馬拉度納球王級的表現，能以一人之力支撐大局，而事實上由於朗拿甸奴自小從馬拉度納身上學習足球，兩者的球風十分相似，在球場上圴予人君臨天下的感覺和吸引力，也使朗拿甸奴能擁有一代球王的地位。
除了職業足球，花式足球亦是朗拿甸奴的強項，朗拿甸奴被譽為是擁有最好花式足球技術的職業足球員。由於他擁有極佳的控球天賦，因此可以把足球玩弄得淋漓盡致，足球在他的身上遊走彷彿有自動導航的功能。他多次於球迷面前表演，以及經常在廣告中演出花式足球，而坊間有不少花式足球表演者視他為模坊對象和偶像，並和他合作表演。花式足球因此成為「球場魔術師」的形象來源之一。

## 生涯数据
更新至2020年3月14日

### 球會
| 赛季               | 俱乐部             | 联赛               | 联赛               | 杯赛     | 杯赛     | 洲际赛事 | 洲际赛事 | 其他 | 其他 | 总计 | 总计 |
| ------------------ | ------------------ | ------------------ | ------------------ | -------- | -------- | -------- | -------- | ---- | ---- | ---- | ---- |
| 赛季               | 俱乐部             | 出场               | 进球               | 出场     | 进球     | 出场     | 进球     | 出场 | 进球 | 出场 | 进球 |
| 巴西足球甲級聯赛   | 巴西足球甲級聯赛   | 巴西足球甲級聯赛   | 巴西足球甲級聯赛   | 巴西杯   | 巴西杯   | 南美洲   | 南美洲   | 其他 | 其他 | 总计 | 总计 |
| 1998               | 格雷米奥           | 14                 | 1                  | 2        | 0        | 15       | 3        | 17   | 4    | 48   | 8    |
| 1999               | 格雷米奥           | 17                 | 6                  | 3        | 0        | 4        | 2        | 24   | 15   | 48   | 23   |
| 2000               | 格雷米奥           | 21                 | 14                 | 6        | 6        | -        | -        | 22   | 21   | 49   | 41   |
| 總計               |                    | 52                 | 21                 | 11       | 6        | 19       | 5        | 63   | 40   | 145  | 72   |
| 法国足球甲级联赛   | 法国足球甲级联赛   | 法国足球甲级联赛   | 法国足球甲级联赛   | 法国杯   | 法国杯   | 欧洲     | 欧洲     | 其他 | 其他 | 总计 | 总计 |
| 2001-02            | 巴黎圣日耳曼       | 28                 | 9                  | 6        | 2        | 14       | 2        | -    | -    | 48   | 13   |
| 2002-03            | 巴黎圣日耳曼       | 27                 | 8                  | 7        | 3        | 4        | 1        | -    | -    | 38   | 12   |
| 總計               |                    | 55                 | 17                 | 13       | 5        | 18       | 3        | -    | -    | 86   | 25   |
| 西班牙足球甲级联赛 | 西班牙足球甲级联赛 | 西班牙足球甲级联赛 | 西班牙足球甲级联赛 | 国王杯   | 国王杯   | 欧洲     | 欧洲     | 其他 | 其他 | 总计 | 总计 |
| 2003-04            | 巴塞罗那           | 32                 | 15                 | 6        | 3        | 7        | 4        | -    | -    | 45   | 22   |
| 2004-05            | 巴塞罗那           | 35                 | 9                  | 0        | 0        | 7        | 4        | -    | -    | 42   | 13   |
| 2005-06            | 巴塞罗那           | 29                 | 17                 | 2        | 1        | 12       | 7        | 2    | 1    | 45   | 26   |
| 2006-07            | 巴塞罗那           | 32                 | 21                 | 4        | 0        | 11       | 3        | 2    | 0    | 49   | 24   |
| 2007-08            | 巴塞罗那           | 17                 | 8                  | 1        | 0        | 8        | 1        | -    | -    | 26   | 9    |
| 總計               |                    | 145                | 70                 | 13       | 4        | 45       | 19       | 4    | 1    | 207  | 94   |
| 意大利足球甲级联赛 | 意大利足球甲级联赛 | 意大利足球甲级联赛 | 意大利足球甲级联赛 | 意大利杯 | 意大利杯 | 欧洲     | 欧洲     | 其他 | 其他 | 总计 | 总计 |
| 2008-09            | AC米兰             | 29                 | 8                  | 1        | 0        | 6        | 2        | -    | -    | 36   | 10   |
| 2009-10            | AC米兰             | 36                 | 12                 | 0        | 0        | 7        | 3        | -    | -    | 43   | 15   |
| 2010-11            | AC米兰             | 11                 | 0                  | 0        | 0        | 5        | 1        | -    | -    | 16   | 1    |
| 總計               |                    | 76                 | 20                 | 1        | 0        | 18       | 16       | -    | -    | 95   | 26   |
| 巴西足球甲級聯賽   | 巴西足球甲級聯賽   | 巴西足球甲級聯賽   | 巴西足球甲級聯賽   | 巴西杯   | 巴西杯   | 南美洲   | 南美洲   | 其他 | 其他 | 總計 | 總計 |
| 2011               | 佛朗明哥           | 31                 | 14                 | 5        | 1        | 3        | 2        | 13   | 4    | 52   | 21   |
| 2012               | 佛朗明哥           | 2                  | 1                  | 0        | 0        | 8        | 2        | 10   | 4    | 20   | 7    |
| 總計               |                    | 33                 | 15                 | 5        | 1        | 11       | 4        | 23   | 8    | 72   | 28   |
| 2012               | 明尼路             | 32                 | 9                  | 0        | 0        | -        | -        | -    | -    | 32   | 9    |
| 2013               | 明尼路             | 14                 | 7                  | 2        | 0        | 14       | 4        | 8    | 6    | 38   | 17   |
| 2014               | 明尼路             | 2                  | 0                  | -        | -        | 9        | 1        | 4    | 0    | 15   | 1    |
| 總計               |                    | 48                 | 16                 | 2        | 0        | 23       | 5        | 12   | 6    | 85   | 27   |
| 墨西哥足球超級聯賽 | 墨西哥足球超級聯賽 | 墨西哥足球超級聯賽 | 墨西哥足球超級聯賽 | 墨西哥杯 | 墨西哥杯 | 美洲     | 美洲     | 其他 | 其他 | 總計 | 總計 |
| 2014-15            | 克雷塔羅           | 25                 | 8                  | 4        | 0        | -        | -        | -    | -    | 29   | 8    |
| 巴西足球甲級聯賽   | 巴西足球甲級聯賽   | 巴西足球甲級聯賽   | 巴西足球甲級聯賽   | 巴西杯   | 巴西杯   | 南美洲   | 南美洲   | 其他 | 其他 | 總計 | 總計 |
| 2015               | 富明尼斯           | 7                  | 0                  | 2        | 0        | -        | -        | -    | -    | 9    | 0    |
| 生涯总计           | 生涯总计           | 441                | 167                | 51       | 16       | 134      | 42       | 102  | 55   | 728  | 280  |

### 國家隊
| 國家隊 | 年份 | 出場 | 進球 |
| ------ | ---- | ---- | ---- |
| 巴西   | 1999 | 13   | 7    |
| 巴西   | 2000 | 5    | 1    |
| 巴西   | 2001 | 4    | 1    |
| 巴西   | 2002 | 10   | 4    |
| 巴西   | 2003 | 8    | 2    |
| 巴西   | 2004 | 10   | 6    |
| 巴西   | 2005 | 12   | 6    |
| 巴西   | 2006 | 9    | 0    |
| 巴西   | 2007 | 11   | 5    |
| 巴西   | 2008 | 2    | 0    |
| 巴西   | 2009 | 3    | 0    |
| 巴西   | 2010 | 1    | 0    |
| 巴西   | 2011 | 5    | 1    |
| 巴西   | 2012 | 1    | 0    |
| 巴西   | 2013 | 3    | 0    |
| 巴西   | 總計 | 97   | 33   |

## 榮譽

### 球會
巴黎聖日耳門
- 歐洲足聯國際托托杯冠軍：2001

巴塞隆納
- 西班牙足球甲级联赛冠军：2004－2005、2005－2006年
- 西班牙超級盃冠军：2005、2006年
- 欧洲冠军杯冠军：2005－2006年

AC米蘭
- 義大利甲組足球聯賽冠軍：2010－2011年

明尼路
- 南美自由盃冠軍﹕2013年
- 世界冠軍球會盃季軍﹕2013年

### 国家队
巴西
- 世少赛冠军：1997年
- 美洲杯足球赛冠军：1999年
- 世界杯冠军：2002年
- 联合会杯冠军：2005年
- 北京奥运会男子足球赛季军：2008年

### 个人
- 洲際國家盃神射手：1999年
- 洲際國家盃金球獎：1999年
- 南美足協最佳11人：1999
- 世界杯最佳陣容：2002年
- 法甲最佳進球：2003年
- 西甲最佳外國球員：2003－2004、2005－2006年
- 西甲最佳拉美球員：2003－2004年
- FIFA 100
- 世界足球先生：2004年、2005年
- 欧洲足联年度最佳阵容：2004年、2005年、2006年
- 世界足球年度世界最佳球員：2004年、2005年
- 金球奖：2005年
- 欧洲足联俱乐部足球奖最佳前鋒：2004－2005年
- 洲際國家盃銅球獎：2005年
- 歐洲足球先生：2005年
- 欧洲足联俱乐部足球奖球會足球先生：2005－2006年
- 國際職業足球員協會年度世界最佳十一人：2004－2005、2005－2006、2006－2007年
- 國際職業足球員協會年度世界最佳球員：2004－2005、2005－2006年
- 西甲最多助攻球員：2005－2006年
- 歐冠最多助攻球員：2005－2006年
- 俱樂部世界盃銅球獎：2006年
- 世界足球先生銅獎：2006年
- 金足獎：2009年
- 義甲最多助攻球員：2009－2010年
- 巴甲最佳陣容：2011、2012年
- 巴甲球迷最佳球員：2012年
- 巴甲最多助攻球員：2012年
- 巴甲金球獎：2012年
- 南美自由盃最多助攻球員：2013年
- 南美足球先生：2013年
- 歐洲足總歷來最佳陣容：2015年
- 监狱杯五人足球比赛最佳球员奖：2020年（6个进球/5个助攻）
- AC米蘭名人堂
- 巴西名人堂
- MFB杯名人堂

## 軼事
2009年夏天，在美國麻省舉行的一場米蘭德比比賽中，朗拿甸奴因開完罰球後向球證投訴有國際米蘭球員犯手球而被球證黃牌警告，但當時球證卻不小心把紅牌掏出。當時全場譁然，不過球證亦大笑不好意思，最後尷尬地立刻把黃牌換上。
曾有皇家馬德里高層爆料指出當年皇家馬德里本想簽下才華橫溢的小羅，但是主席嫌小羅五官太醜不具商業價值而否決，改為簽下碧咸。
美斯來到巴塞一隊後，朗拿甸奴對他照顧有加，並擔當師父的角色，不斷培訓美斯，根據美斯的自述，當美斯初踏入更衣室，朗拿甸奴已十分積極地對待他。而根據著名美國籃球球星科比·布莱恩特，當朗拿甸奴和他會面便指出美斯會成為球王，而後來也證明朗拿甸奴的確獨具慧眼。由於朗拿甸奴與美斯兩個巴塞10號球員十年來統領了兩個「巴塞王朝」，使巴塞在21世紀後稱霸球壇，加上即使兩人各自的國家是宿敵的關係，仍有一段十分好的關係，所以這兩人的師徒和兄弟感情，可以說是球壇中最為珍貴的。
從職業賽退役後，罗纳尔迪尼奥於2020年涉嫌使用假護照入境巴拉圭时被捕，被判入狱半年。服刑期间，罗纳尔迪尼奥參與當地監獄的五人足球（futsal）比賽，並攻入6個入球和獻上5個助攻助球隊奪冠。。

## 附註
1 朗拿甸奴（Ronaldinho）是朗拿度（Ronaldo）的暱稱，其中在是巴西葡語裡的指小詞綴，所以可理解為「小朗拿度」。1994年美國世界盃時，巴西國家隊內有兩位名叫「朗拿度」的成員，分別是1965年生、司職後衛的（曾效力聖保羅、清水心跳等球會），以及1976年生的「大羅」朗拿度，當時是以前者改稱羅納當（Ronaldao，是巴西葡語裡的指大詞綴，意即「大朗拿度」）來辨別。到了1996年阿特蘭大奧運會，巴西國家隊又出現了兩位「朗拿度」—朗拿度·圭亞羅（Ronaldo Guiaro，曾效力、本菲卡、等球會）和「大羅」朗拿度。這次的解決方法卻是後者改稱為朗拿甸奴（Ronaldinho）。2002年日韓世界盃，這次是「大羅」和「細哨」同場，本名也是朗拿度的「細哨」本應可被稱為朗拿甸奴，但因「大羅」之前也曾有同樣暱稱，故在後再加上，作（“朗拿甸奴·高喬”，惟華語圈不常使用）來區別。常用於出生的人作為姓名後綴，原指高喬人。朗拿甸奴出生於南大河州的首府阿雷格里港，因此加上即有「來自南大河的朗拿度」的意思。隨著羅納度·羅德里奎茲·納瓦斯和朗拿度·圭亞羅相繼淡出球壇，「大羅」用回朗拿度之名，「細哨」則朗拿甸奴、朗拿甸奴·高喬混用。